# Falcón (Falcón)
Falcón é um município da Venezuela localizado no estado de Falcón.
A capital do município é a cidade de Pueblo Nuevo.